# Strażnica (budynek)

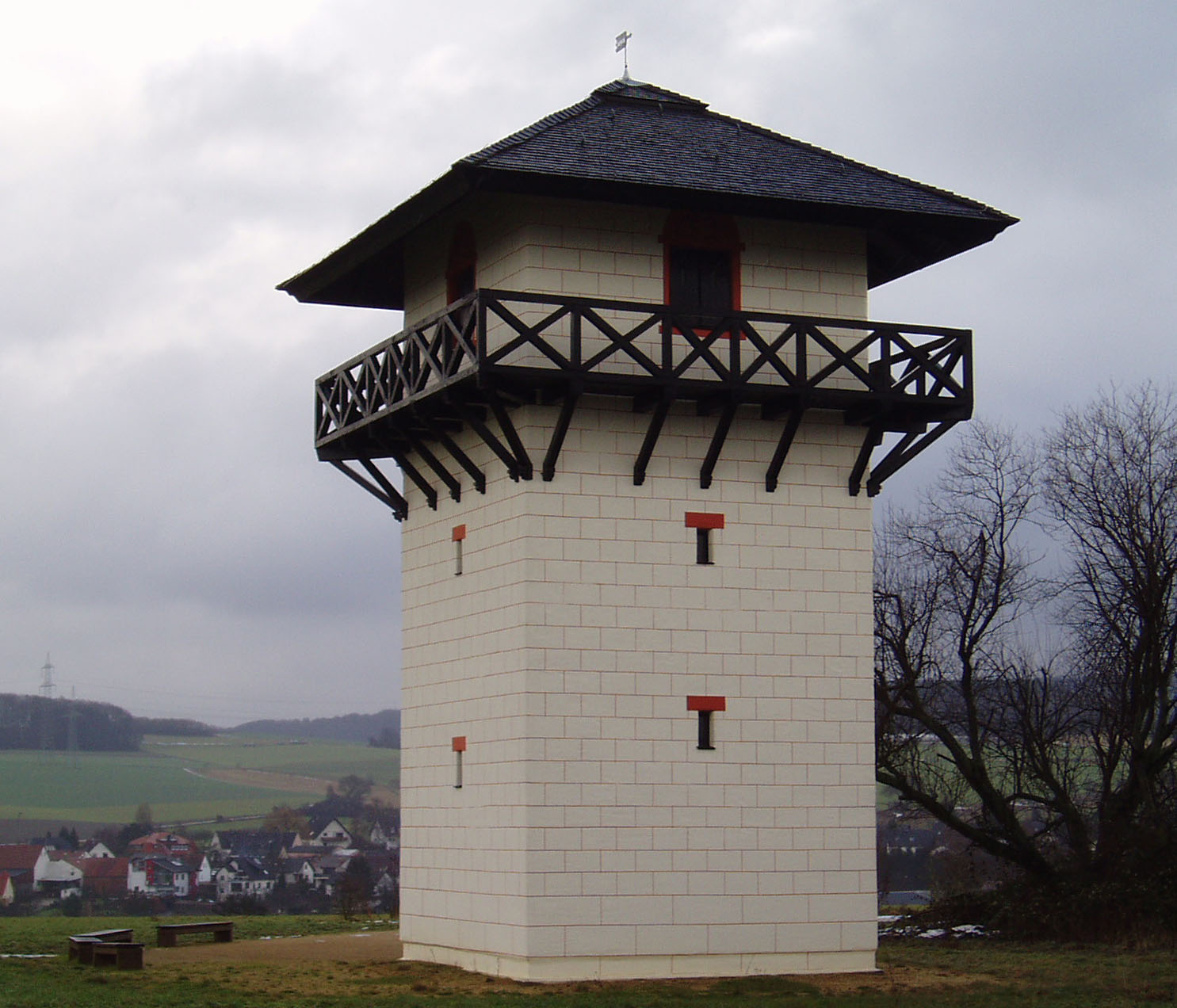
Rzymska strażnica stosowana w umocnieniach typu limes

Strażnica – element stałej fortyfikacji, w formie wolnostojącej wieży. Była wyniesionym punktem obserwacyjnym, pozwalającym na obserwacje przez strażników rozległego obszaru. Zazwyczaj zaopatrzona była w różnego rodzaju system sygnalizacji służący do wczesnego ostrzegania przed zagrożeniem centralnej struktury obronnej, np. okolicznego zamku. Strażnice były też z reguły umocnione i uzbrojone, pozwalając obrońcom na skuteczną obronę przed atakami piechoty, jednak z racji swojego odosobnienia, nie stanowiła żadnego zabezpieczenia przed dłuższym oblężeniem z użyciem machin oblężniczych.